# Ritterella vestita
Ritterella vestita is een zakpijpensoort uit de familie van de Ritterellidae. De wetenschappelijke naam van de soort is voor het eerst geldig gepubliceerd in 1960 door Millar.